# قدردانی (فیلم)
قدردانی (به زبان مالایالم:Abhinandanam) فیلمی محصول سال ۱۹۷۶ و به کارگردانی آی. وی. ساسی است. در این فیلم بازیگرانی همچون وینسنت، سری دوی، جایا بهاراتی، پرما، آدور باسی ایفای نقش کرده‌اند.